# エフティミオス・マストロコスタス
エフティミオス・マストロコスタス（希: Ευθύμιος Μαστροκώστας, 英: Euthimios Mastrokostas, 1915年 -1998年8月20日）は、ギリシャの考古学者である。

## 生涯
エフティミオス・マストロコスタスは1915年にフォキス県のイテアで生まれた。アテネ大学哲学部で学び、1938年に卒業した。
当初、彼はイテアとリドリキで教師をしたが、後に軍に入隊し、従軍記章を授与されて功績を称えられた。その後、彼はミュンヘン大学（1955-1957）で大学院課程を修了した。マストロコスタスは1960年から1963年にかけて古代美術の監督官（επιμελητής）であり、1963年以降は古代美術のキュレーター（έφορος）を務めた。デルポイのキュレーターを務めて以降、アハイア県、エトリア＝アカルナニア県、およびアッティカ県で古代美術のキュレーターとして従事し、発掘調査に参加した。またアグリニオ考古学博物館およびティッレイオ考古学博物館（Archaeological Museum Thyrreiou）を創設した。
アッティカの古代美術のキュレーターであったマストロコスタスは、マラトンからスニオン岬までの洞窟の全てを歩き、その研究に携わった唯一の考古学者だった。彼の献身、義務、称賛に値する勇気は、1969年にトリコスにPPC火力発電所が建設され、1972年3月にスニオン岬に観光団地が建設された、困難な時代での古代遺跡の発掘と救済に起因している。
彼は特に塑像、地形学、建築および先史時代から現代までの個々の主題など、碑文の研究と芸術の問題に焦点を当てた数多くの書籍と考古学の研究を出版した。マストロコスタスの豊かな蔵書は彼の死後に寄付され、アテネ碑文博物館とヴォロスのテッサリア大学の間で共有された。
彼は1998年8月20日にアテネで死去した。